# Amaryllis (kreeftengeslacht)
Amaryllis is een geslacht van vlokreeften uit de familie Amaryllididae.

## Soorten
- A. atlantica (Senna & Serejo, 2008)
- A. brevicornis (Haswell, 1879)
- A. carrascoi (Lowry & Stoddart, 2002)
- A. croca (Lowry & Stoddart, 2002)
- A. dianae (Lowry & Stoddart, 2002)
- A. kamata (Lowry & Stoddart, 2002)
- A. keablei (Lowry & Stoddart, 2002)
- A. macrophthalma (Haswell, 1879)
- A. maculata (G. Vinogradov, 2004)
- A. migo (Lowry & Stoddart, 2002)
- A. moona (Lowry & Stoddart, 2002)
- A. olinda (Lowry & Stoddart, 2002)
- A. philatelica (Lowry & Stoddart, 2002)
- A. quokka (Lowry & Stoddart, 2002)
- A. spencerensis (Lowry & Stoddart, 2002)